# Ma Barker

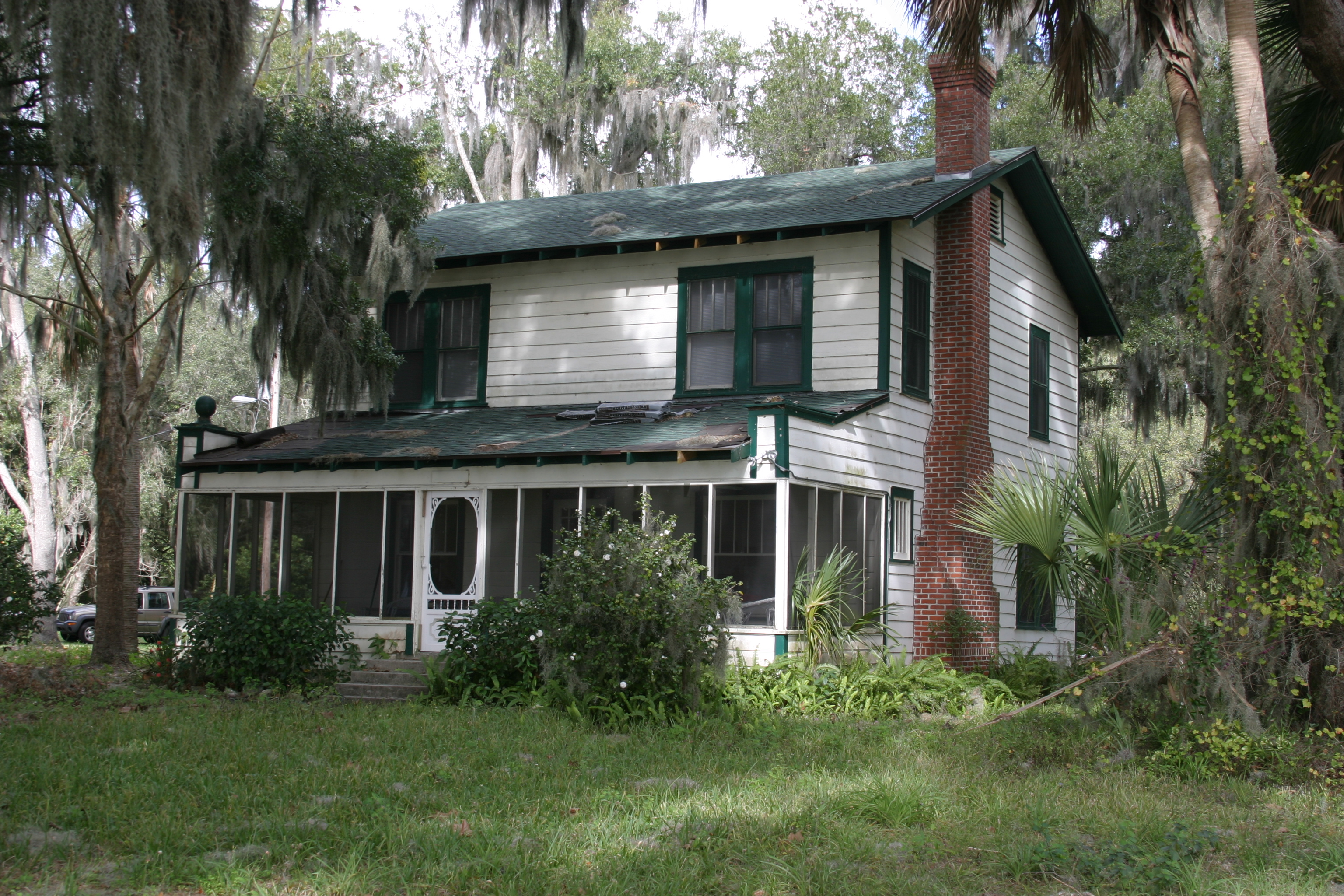
Huset vid Lake Weir i Florida där Ma Barker och hennes son Fred blev dödade 1935.

Kate "Ma" Barker, född 8 oktober 1873 i Ash Grove i Missouri, död 16 januari 1935 i Lake Weir i Florida, var en amerikansk brottsling och gängledare.
Mellan 1931 och 1935 genomförde Barker tillsammans med sina fyra söner - Herman, Lloyd, Arthur och Fred - bankrån och kidnappningar runtom i USA. Kate Barker blev ökänd över hela landet som Ma Barker och spred skräck. FBI efterlyste henne och sönerna och 1935 blev "Ma" och Fred skjutna till döds i Florida. Herman dog redan 1927, Arthur dog 1939 och Lloyd dog 1949.

## I populärkulturen
- 1960 gjordes filmen Ma Barker's Killer Brood, regisserad av Bill Karn. I filmen spelar Lurene Tuttle huvudrollen som Ma Barker.
- 1970 gjordes filmen Bloody Mama, regisserad av Roger Corman. I filmen spelar Shelley Winters huvudrollen som Ma Barker.
- 1971 dyker figuren Mor Dalton upp i den tecknade serien Lucky Luke, mamma till ligan Bröderna Dalton. Förebild är Ma Barker.
- 1977 gjorde discogruppen Boney M. låten "Ma Baker" som handlar om Ma Barker.
- 1985 gjordes filmen Goonies – Dödskallegänget, i vilken rollfiguren Ma Fratelli är löst baserad på Ma Barker.